# Busarellus nigricollis
Busarellus nigricollis là một loài chim thuộc chi đơn loài Busarellus trong họ Accipitridae.
Đây là loài đơn loài trong chi Busarellus. Loài này Nó được tìm thấy ở Argentina, Belize, Bolivia, Brazil, Colombia, Costa Rica, Ecuador, El Salvador, Guiana thuộc Pháp, Guatemala, Guyana, Honduras, Mexico, Nicaragua, Panama, Paraguay, Peru, Suriname, Trinidad và Tobago, Uruguay và Venezuela. Môi trường sống tự nhiên của chúng là rừng nhiệt đới hoặc cận nhiệt đới ẩm vùng đất thấp, đầm lầy nhiệt đới hoặc cận nhiệt đới, và đầm lầy.
Chúng thường xây tổ trong cây lớn, thường xuyên gần nước, nhưng đôi khi trong bóng cây trong các đồn điền cà phê hoặc các khu vực ngoại thành. Tổ được lót bằng lá xanh. Chim mái đẻ 3-5 trứng màu trắng đục, lốm đốm màu nâu vàng hoặc nâu đỏ và một vài nốt nhỏ đậm hơn.
Chế độ ăn chủ yếu gồm các loài cá. Chúng cũng ăn bọ nước và thỉnh thoảng thằn lằn, ốc và các loài gặm nhấm.

## Phân loài
- Busarellus nigricollis leucocephalus (Vieillot, 1816)
- Busarellus nigricollis nigricollis (Latham, 1790)